# Chilomys percequilloi
Chilomys percequilloi és una espècie de mamífer rosegador de la família dels cricètids. És endèmic dels vessants orientals dels Andes equatorians, on viu a altituds d'entre 1.600 i 4.050 msnm. El seu hàbitat natural són els boscos montans. És un representant petit del gènere Chilomys, amb una llargada de cap a gropa de 76-90 mm. El pelatge és de color gris tant al dors com al ventre. Fou anomenat en honor del biòleg brasiler Alexandre Reis Percequillo.